# UNIX Autó Kft.
Az UNIX Autó Kft. 1990-ben Zombori Antal által alapított magyarországi autóalkatrész-kereskedelmi vállalat.
A magyarországi piac mellett jelen van Romániában és Szlovákiában is. Összesen közel 170 kirendeltségen több, mint 3500 alkalmazottat foglalkoztat. A cég központja Budapesten található. 2017-ben a cég 66,8 milliárdos forgalmat bonyolított. 2019-ben a Magyar Nemzeti Bank Növekedési kötvényprogramjának keretében 12 milliárd forint névértékű kötvényt bocsátott ki.

## Története
A vállalatot 1990-ben Zombori Antal alapította; azóta is ő a cég egyszemélyes tulajdonosa. A céget 2005-ben vették fel az autóalkatrész-nagykereskedőket tömörítő ATR Csoportba. A romániai leányvállalatot 1999-ben, a szlovákiait 2011-ben indították el.

## Termékek és szolgáltatások

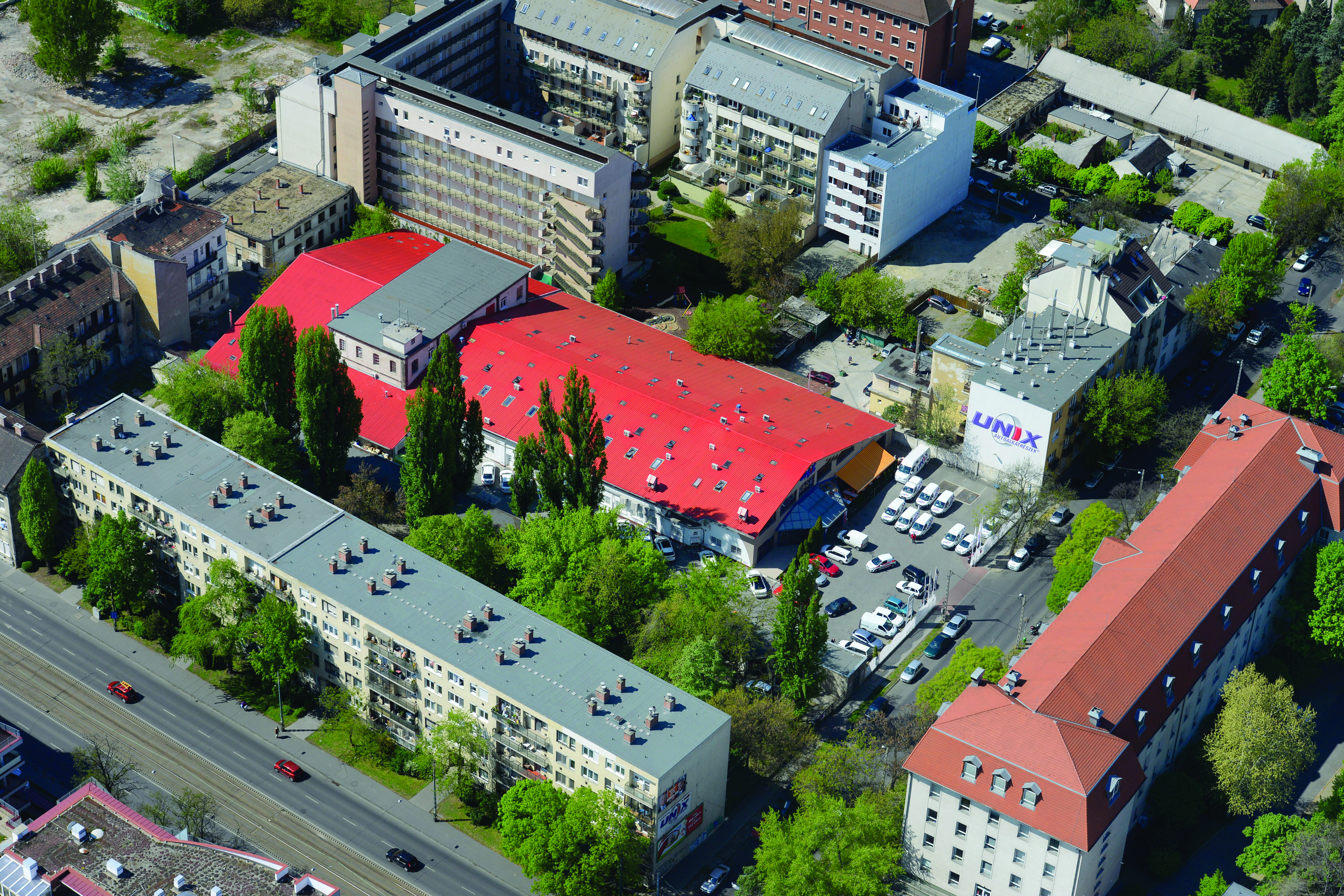
UNIX Autó Központ – Budapest

Az UNIX Autó több mint 600 beszállítóval áll kapcsolatban és 12 millió darabos raktárkészlettel rendelkezik, amelyek autóalkatrészekből, autófelszerelésekből, autóápolási cikkekből, szerszámokból és garázsfelszerelésekből tevődik össze.[forrás?]
Az UNIX Autó a partnerek kiszolgálására egy menetrend alapú óránkénti kiszállítást biztosít. Az alkatrészeket 2000 gépkocsiból álló járműflottával juttatja célba. Az alkatrészkiszállítás a nagyobb városokba óránként, a kisebb településekre is minimum háromszor történik naponta.[forrás?]

## Logisztikai központ
Az UNIX Autó logisztikai központja 35 000 m² területen helyezkedik el, melynek jelentős része automatizáltan működik. A központot 2010-ben adták át. 2017-ben még 7500 m², 2020-ban pedig további 10 000 m² raktárterülettel illetve 3000 m² irodaterülettel bővítették.[forrás?]

## Értékesítési hálózat

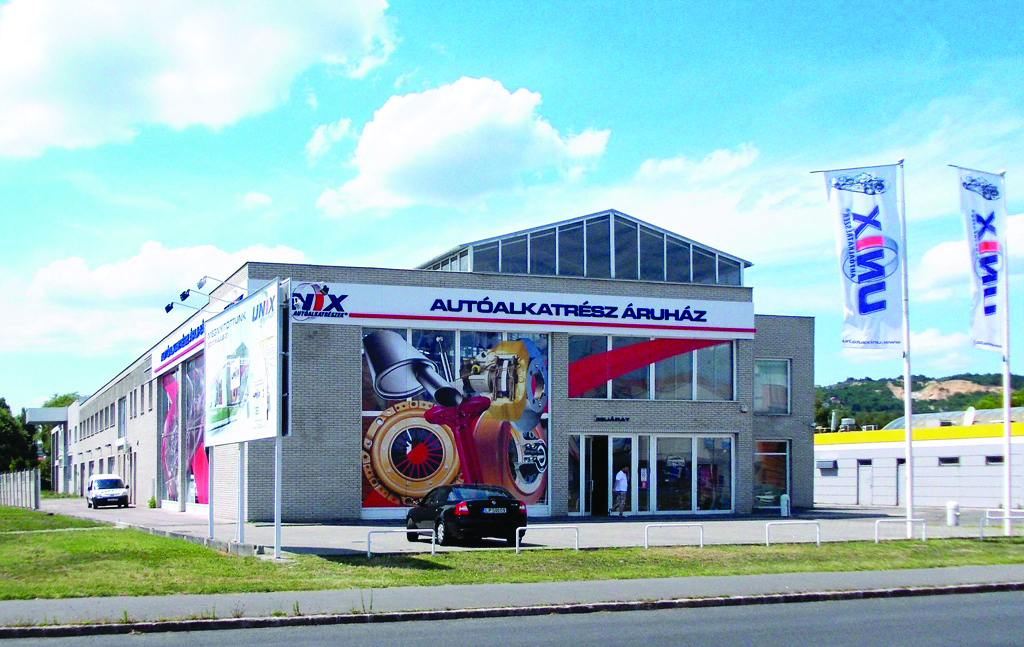
UNIX Autó III. kerületi kirendeltsége

Az UNIX Autó hálózata három országban, összesen 167 kirendeltségből áll. Az UNIX Autó Központja és a kirendeltségek összesített alapterülete közel 140 000 m². Magyarországon 101, Romániában 64, Szlovákiában pedig 2 kirendeltsége van.[forrás?]

## Díjak és elismerések
- EUROPE TOP 500 díj (2012) Európában 27. helyezés
- Tízszeres Business Superbrands díj
- Inc. 5000 Europe (2016) A második leggyorsabban fejlődő, 100 millió eurónál nagyobb bevételű magyar vállalat
- Az év magyar vállalata (2016) – A Figyelő által alapított díj, melyet minden évben a legeredményesebb magyar vállalatnak ítélnek oda
- Forbes TOP 100 (2017) – Magyar vállalat 12. helyezés
- Privát TOP 100 (2017) elismerés
- HVG TOP 500 (2018) – legnagyobb árbevételű vállalat 150. helyezés
- Bisnode tanúsítvány (2019) – Tanúsítvány a pénzügyileg legstabilabb cégeknek
- Nyolcszoros Magyar Brands díj (2012 – 2019)